# Государственная академическая симфоническая капелла России
Государственная академическая симфоническая капелла России — российский симфонический оркестр и хор.

## Краткая характеристика
Коллектив возник в 1991 году в результате слияния Симфонического оркестра Министерства культуры СССР (в 1957-64 — Оперно-симфонический оркестр Всесоюзного радио и телевидения) и Государственного Камерного хора СССР под названием «Симфоническая капелла СССР».
Соединение оркестра и хора в один коллектив — достаточно необычная практика для российской музыкальной жизни. Необычностью состава музыкантов объясняется преобладание в репертуаре Симфонической капеллы произведений для хора и оркестра: ораторий, кантат (в том числе, реквиемов Керубини, Верди, Моцарта, Брамса и др.) и опер в концертном исполнении.
Полянский и его коллектив осуществили ряд аудиозаписей на русских и зарубежных лейблах. В английском варианте Симфоническая капелла обычно обозначается как Russian State Symphonic Cappella.

## Руководители хора
- Валерий Полянский (с 1971 г.)

## Руководители оркестра
- Самуил Самосуд (1957—1964)
- Юрий Аронович (1964—1971)
- Максим Шостакович (1971—1981)
- Геннадий Рождественский (1981—1992)
- Валерий Полянский (с 1992 г.)